# Camissecla pactya
Camissecla pactya is een vlinder uit de familie van de Lycaenidae. De wetenschappelijke naam van de soort werd als Thecla pactya in 1874 gepubliceerd door William Chapman Hewitson.

## Synoniemen
- Thecla dickiei Weeks, 1901
- Angulopis suggestis Johnson & Kroenlein, 1993